# Lucjan Ślęczka
Lucjan Sylwester Ślęczka (ur. 1967) – doktor habilitowany nauk technicznych, inżynier, profesor nadzwyczajny i prodziekan Wydziału Budownictwa, Inżynierii Środowiska i Architektury Politechniki Rzeszowskiej im. Ignacego Łukasiewicza, specjalista w zakresie: konstrukcje budowlane, konstrukcje metalowe.

## Życiorys
W 1999 na Wydziale Budownictwa i Inżynierii Środowiska Politechniki Rzeszowskiej na podstawie rozprawy pt. Nośność połączeń spawanych ze spoinami czołowymi i pachwinowymi uzyskał stopień naukowy doktora nauk technicznych dyscyplina: budownictwo. Tam też uzyskał w 2014 stopień naukowy doktora habilitowanego nauk technicznych w dyscyplinie budownictwo, specjalność konstrukcje budowlane.
Został profesorem nadzwyczajnym na Wydziale Budownictwa, Inżynierii Środowiska i Architektury PR w Katedrze Konstrukcji Budowlanych oraz prodziekanem tego wydziału.
Był nauczycielem akademickim Państwowej Wyższej Szkoły Zawodowej im. Stanisława Pigonia w Krośnie.

## Odznaczenia i wyróżnienia
- Srebrny Krzyż Zasługi (2011)[3]
- Nagroda im. prof. Stefana Bryły (2016)[4]